# Ройте (Брайсгау)
Ройте (нем. Reute) — община в Германии, в земле Баден-Вюртемберг.
Подчиняется административному округу Фрайбург. Входит в состав района Эммендинген. Население составляет 3052 человека (на 31 декабря 2010 года). Занимает площадь 4,79 км².
Коммуна подразделяется на 2 сельских округа.